# بونی مک‌کی
بونی مک‌کی (انگلیسی: Bonnie McKee؛ زادهٔ ۲۰ ژانویهٔ ۱۹۸۴) یک موسیقی‌دان اهل ایالات متحده آمریکا است. وی از سال ۲۰۰۲ میلادی تاکنون مشغول فعالیت بوده‌است.
او همچنین در فیلم برنده یک قرار با تاد همیلتون! بازی کرده‌است.